# NGC 758
NGC 758 ist eine linsenförmige Galaxie vom Hubble-Typ SA0 im Sternbild Walfisch südlich der Ekliptik. Sie ist schätzungsweise 571 Millionen Lichtjahre von der Milchstraße entfernt und hat einen Durchmesser von etwa 70.000 Lj.
Das Objekt wurde im Jahr 1886 von dem US-amerikanischen Astronomen Francis Preserved Leavenworth entdeckt.